# 奇纳姆帕拉耶姆
奇纳姆帕拉耶姆（Chinnampalayam），是印度泰米尔纳德邦Coimbatore县的一个城镇。总人口7191（2001年）。

## 人口
该地2001年总人口7191人，其中男性3699人，女性3492人；0—6岁人口520人，其中男256人，女264人；识字率82.62%，其中男性为85.78%，女性为79.27%。